# Mieming
Mieming – gmina w zachodniej Austrii, w kraju związkowym Tyrol, w powiecie Imst. Według Austriackiego Urzędu Statystycznego liczyła 3491 mieszkańców (1 stycznia 2015).